# Jacques Souberbielle
Pour les articles homonymes, voir Souberbielle.
Jacques Souberbielle est un homme politique français né en 1763 à Pontacq (Pyrénées-Atlantiques) et décédé le 17 mai 1841 à Paris.
Professeur d'histoire à l'école centrale du département de Saône-et-Loire, puis professeur de littérature au collège de Moulins, il est élu député de Saône-et-Loire au Conseil des Cinq-Cents le 25 germinal an VII. Il se rallie au coup d'État du 18 Brumaire et devient sous-préfet d'Autun sous le Premier Empire.

## Sources
- « Jacques Souberbielle », dans Adolphe Robert et Gaston Cougny, Dictionnaire des parlementaires français, Edgar Bourloton, 1889-1891 [détail de l’édition]